# 中国外交部气候变化谈判特别代表列表
中国外交部气候变化谈判特别代表，是由中华人民共和国外交部任命的特别代表，主要职责为负责组织和参与有关气候变化国际谈判。

## 历任外交部气候变化谈判特别代表列表

### 中国外交部气候变化谈判特别代表（2007年至今）
2007年9月，中华人民共和国外交部成立由外交部长杨洁篪担任组长的外交部应对气候变化对外工作领导小组，同时任命外交部气候变化谈判特别代表，负责组织、参与有关气候变化国际谈判。
| 姓名   | 任命   | 免职   | 外交衔级   | 外交职务 | 备注 | 备注 |
| ------ | ------ | ------ | ---------- | -------- | ---- | ---- |
| 于庆泰 | 2007年 | 2010年 | 大使       | 特别代表 |      |      |
| 黄惠康 | 2010年 | 2011年 |            | 特别代表 |      |      |
| 李燕端 | 2011年 | 2013年 |            | 特别代表 |      |      |
| 高风   | 2013年 | 2016年 |            | 特别代表 |      |      |
| 苟海波 | 2016年 | 2019年 |            | 特别代表 |      |      |
| 孙劲   | 2019年 | 2022年 |            | 特别代表 |      |      |
| 齐大海 | 2022年 | 现任   | 公使衔参赞 | 特别代表 |      |      |